# Benelli BN 125
La Benelli BN 125 è una motocicletta prodotta a partire dal 2018 dalla casa motociclistica italiana Benelli.

## Descrizione
La BN 125 è una naked, presentata all'Intermot di Colonia nel 2018. Come per l'enduro stradale Benelli TRK 502, è una delle prime moto sviluppate dalla Benelli dopo l'acquisizione nel 2005 da parte del gruppo cinese QJ.
La moto monta un motore monocilindrico a quattro tempi da 125 cm³ (alesaggio 54 mm e corsa 54,5 mm) con raffreddamento misto aria-olio e sistema a doppia accensione (twin spark) dotato di due candele, che è stato introdotto per la prima volta sulla Benelli TNT 125 nel 2017.
Il motore è dotato di un sistema ad iniezione elettronica indiretta (Delphi MT05) e di un catalizzatore, venendo omologato Euro 4. Sviluppa 8,2 kW (11,1 CV) a 9500 giri/min e una coppia massima di 10 Nm a circa 7000 giri/min. La distribuzione è affidata a quattro valvole in testa comandate da un solo albero a camme. La potenza viene trasferita alla ruota posteriore tramite una frizione multidisco a bagno d'olio in abbinamento ad un cambio a cinque marce e ad una trasmissione finale a catena.
Sia parte del telaio tubolare che altre componenti, come il tachimetro digitale, sono ripresi dai modelli Benelli più grandi come la BN 302 e BN 600. All'anteriore la BN 125 ha una forcella a steli rovesciati con cerchi da 17 pollici che calza uno pneumatico 110/80. Al posteriore è presente un forcellone a due bracci con ammortizzatore centrale regolabile e uno pneumatico 130/70 con cerchio da 17 pollici. L'impianto frenante è costituito da dischi freno sia all'anteriore che al posteriore.